# 마르크 양코
마르크 양코(독일어: Marc Janko, 1983년 6월 26일 ~ )는 오스트리아의 은퇴한 축구 선수로서, 포지션은 스트라이커로 활약했다.

## 축구인 경력

### 선수 경력
아드미라 바커 유소년 팀에서 축구를 시작하였으며 2002년 성인 계약을 체결하여 2005년까지 활약하였다. 2005년 오스트리아의 명문 클럽 레드불 잘츠부르크의 러브콜을 받고 잘츠부르크로 이적하였다. 잘츠부르크에서의 첫 시즌 18경기에 출전하여 11골을 기록하였고 2008-09 시즌 5번의 해트트릭을 기록하는 등 34경기에서 39골을 성공시키는 엄청난 활약을 펼치며 셀틱과 프리미어리그의 클럽들로부터 러브콜을 받았으나 잘츠부르크와의 재계약에 합의하였다. 이러한 활약으로 2008년 오스트리아 올해의 선수로 선정되었다.
2010년 6월 21일 FC 트벤터로 이적하였고 2010-11 시즌 KNVB컵 결승전 연장전에서 결승골을 기록하며 팀의 컵대회 우승에 공헌하였다.
2012년 1월 30일 FC 포르투로 이적하였다.
2014-15 시즌 시드니 FC 소속으로 A리그 득점왕을 차지했다.